# Canna glauca
Canna glauca, vrsta je kane (koka), to je rizomatozni geofit ili helofit i prvenstveno raste u sezonski suhom tropskom biomu. Izvorni areal ove vrste je jugoistok i južni središnji dio SAD-a (Južna Karolina, Teksas, Florida, Louisiana), i preko Antila i Srednje Amerike do tropske Južne Amerike. Vrsta se koristi u medicini, ekološke svrhe i za hranu

## Opis
To je višegodišnja zeljasta biljka koja naraste 3-6 stopa (91-183 cm) u visinu. Ima uske, plavo-zelene listove, na čijim se vrhovima tijekom cijelog ljeta nalaze veliki, nježni i blijedožuti cvjetovi. Raste oko jezera te po močvarama i barama.

## Sinonimi
Postoje mnogobrojni heterotipni sinonimi.
- C. glauca
- C. glauca
- C. glauca
- C. glauca